# Turrivalignani
Turrivalignani est une commune de la province de Pescara, dans la région Abruzzes, en Italie.

## Administration
| Période                                  | Période  | Identité         | Étiquette     | Qualité |
| ---------------------------------------- | -------- | ---------------- | ------------- | ------- |
| 21 juin 2004                             | En cours | Roberto Di Cecco | Centro-Destra |         |
| Les données manquantes sont à compléter. |          |                  |               |         |

### Communes limitrophes
Alanno, Lettomanoppello, Manoppello,  Scafa.